# Jäla socken
Jäla socken i Västergötland ingick i Vilske härad, ingår sedan 1974 i Falköpings kommun och motsvarar från 2016 Jäla distrikt.
Socknens areal är 28,4 kvadratkilometer varav 28,31 land. År 2000 fanns här 177 invånare.  Kyrkbyn Jäla med sockenkyrkan Jäla kyrka ligger i socknen.

## Administrativ historik
Socknen har medeltida ursprung. 
Vid kommunreformen 1862 övergick socknens ansvar för de kyrkliga frågorna till Jäla församling och för de borgerliga frågorna bildades Jäla landskommun. Landskommunen uppgick 1952 i Vilske landskommun som 1974 uppgick i Falköpings kommun. Församlingen uppgick 2002 i Grolanda-Jäla församling som 2010 uppgick i Floby församling.
Fram till den 1 januari 1896 (enligt beslut den 3 maj 1895) hörde del av Grolanda socken till Jäla jordebokssocken. Området kallades för Rya rote och bestod av 6½ mantal och hemmanen Smörkullen, Höfveröd, Olofstorp, Flatöna, Hagöna. Kålöna, Torpåsen, Johannelund, Hemmingsholmen, Rya, Grönehögen samt Erikstorp. I samband med överföringen bytte Erikstorp namn till Erikstorp nr 2. Rya rote hörde inte till Jäla kyrkosocken eller Jäla landskommun.
1 januari 2016 inrättades distriktet Jäla, med samma omfattning som församlingen hade 1999/2000.  
Socknen har tillhört län, fögderier, tingslag och domsagor enligt vad som beskrivs i artikeln Vilske härad. De indelta soldaterna tillhörde Skaraborgs regemente, Vilska kompani och Västgöta regemente, Laske kompani.

## Geografi
Jäla socken ligger sydväst om Falköping kring Lidans biå Järlaån. Socknen är en småkuperas bygd med odlingsmark och skog med mossmark i öster, Riplången.
Socknen gränsar till Grolanda socken i Vilske härad, socknarna Kinneved, Brismene och Börstig i Frökinds härad, samt socknarna Öra, Broddarp och Eriksberg i Gäsene härad.

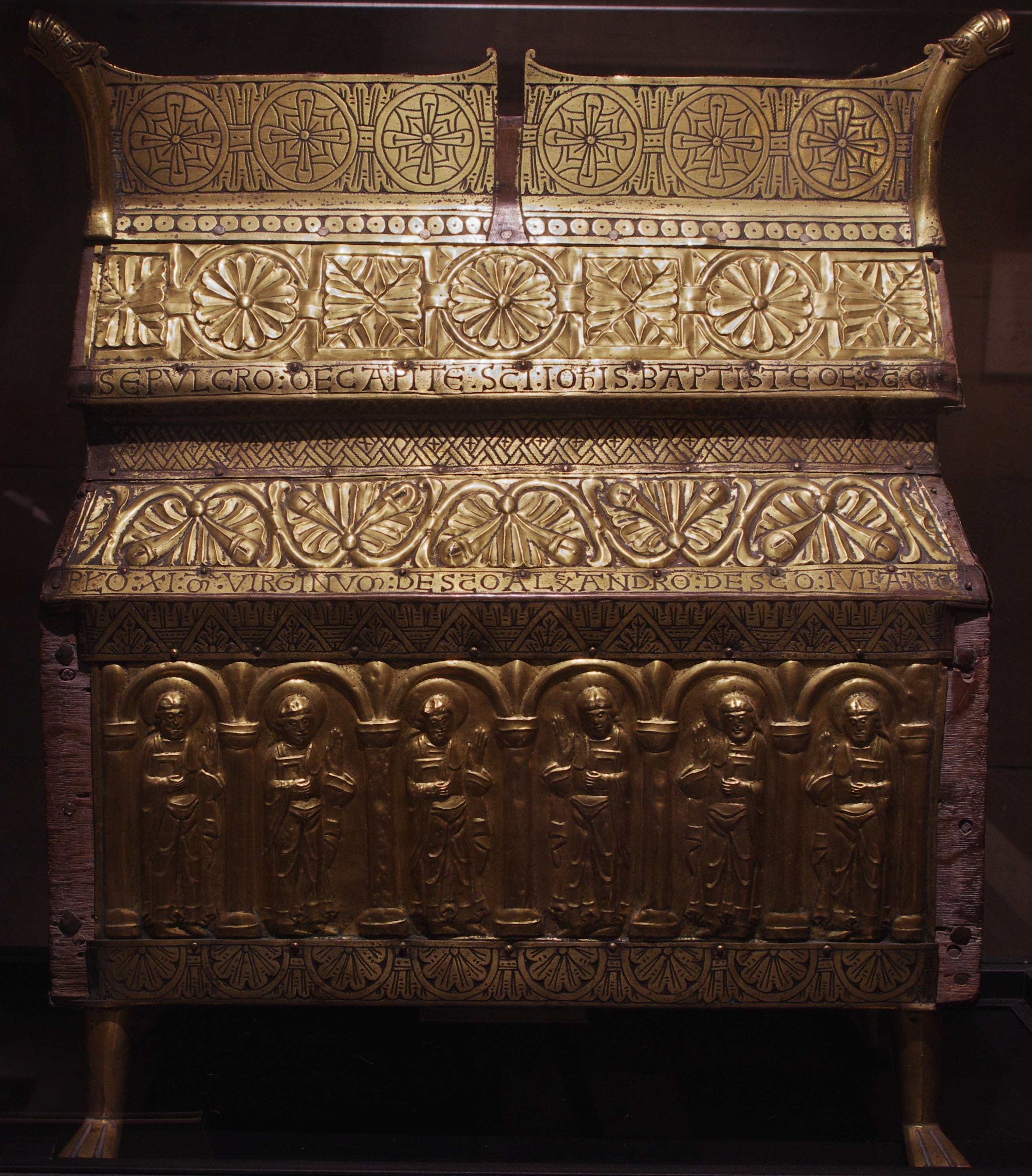
Jälaskrinet som tidigare funnits i Jäla kyrka.

## Fornlämningar
I socknen har man funnit några stenyxor och en del flintavslag, vilket tyder på bosättning under slutet av bondestenåldern.  En grav kan möjligen tolkas som en hällkista. I socknen finns skålgropar eller älvkvarnar på två ställen. Den ena skålgropsförekomsten ligger nära Tolarp och innehåller runt 200 skålgropar och tre rännformiga fördjupningar. Den andra innehåller cirka 25 skålgropar. Från järnåldern finns åtminstone nio runda stensättningar och en domarring.

## Namnet
Namnet skrevs 1308 Ialum och kommer från kyrkbyn. Namnet innehåller sannolikt en forntida naturnamn Iali, 'den gulbrända' syftande på en större mosse eller nu försvunnen sjö.